# Socia
Socia (łac. Dioecesis Sociensis) –  stolica historycznej diecezji w Cesarstwie Rzymskim w prowincji Mauretania Sitifense. Obecnie  katolickie biskupstwo tytularne położone w Algierii, ustanowione w 1933 przez papieża Piusa XI. 

## Biskupi tytularni
| L.p. | Biskup                | Funkcja                                          | Od                   | Do                   | Uwagi                            |
| ---- | --------------------- | ------------------------------------------------ | -------------------- | -------------------- | -------------------------------- |
| 1.   | Augustine Harris      | biskup pomocniczy Liverpoolu (Wielka Brytania)   | 23 grudnia 1965      | 10 listopada 1978    | mianowany biskupem Middlesbrough |
| 2.   | Alexander James Quinn | biskup pomocniczy Cleveland (USA)                | 14 października 1983 | 18 października 2013 | zmarł                            |
| 3.   | Tomás López Durán     | biskup pomocniczy Puebla de los Angeles (Meksyk) | 6 grudnia 2013       |                      |                                  |